# Убля (село)

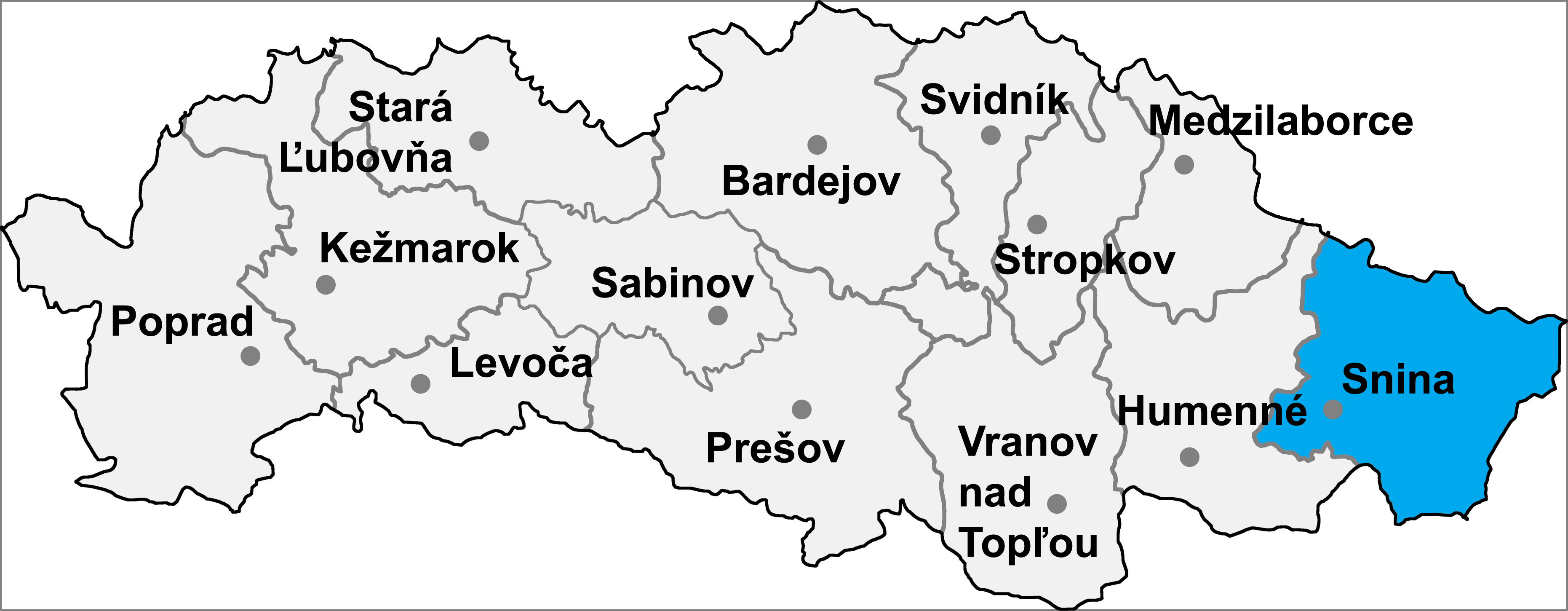
Район Снина на карте Прешовского края

Убля (словац. Ubľa) — деревня в Снинском районе Прешовского края Словакии.
Расположена на востоке страны на границе с Украиной, вблизи пгт. Великий Березный и села Малый Березный. Находится на высоте 224 м над уровнем моря. 
Впервые упоминается в 1567 году.
Вблизи села действует пункт пропуска через государственную границу Убля — Малый Березный.
В селе есть основная и начальная школа.
Население — 782 человек (2017).

## Население
| Год:                | 1994 | 2004    | 2014    | 2024    |
| ------------------- | ---- | ------- | ------- | ------- |
| Количество человек: | 869  | 873     | 794     | 760     |
| Разница:            |      | +0,46 % | −9,04 % | −4,28 % |

## Достопримечательности
- Греко-католическая церковь святого Микулаша (1826)
- Военное кладбище.

## Уроженцы
Стефан Новак (словацк. Štefan Novák; 4 декабря 1879— 5 сентября 1932) — словацкий церковный деятель, епископ Пряшевской греко-католической епархии в 1913—1918 годах.

## Интересные факты
В результате введения в Украине новых правил растаможивания импортных авто (евроблях) в конце 2018 года территория села превратилась в свалку для машин, от которых отказываются украинцы, не захотевшие растаможивать их по новым правилам.